# جورج برنتيس
جورج برنتيس (بالإنجليزية: George Prentiss) هو لاعب كرة قاعدة أمريكي، ولد في 10 يونيو 1876 في ويلمنغتون في الولايات المتحدة، وتوفي بنفس المكان في 8 سبتمبر 1902.

## وصلات خارجية
- جورج برنتيس على موقعبيزبول رفرنس.كوم (الدوري الرئيسي) (الإنجليزية)
- جورج برنتيس على موقعبيزبول رفرنس.كوم (الدوري الثانوي) (الإنجليزية)